# Лупашко, Прокопий Кириллович
Прокопий Кириллович Лупашко (12 июня 1910, с. Карагаш — 4 октября 1979, там же) — звеньевой колхоза «Красный пограничник» Слободзейского района Молдавской ССР, Герой Социалистического Труда (09.03.1949). 
В середине 1930-х годов возглавлял в созданном в его родном селе колхозе «Красный пограничник» звено полеводческой бригады. В 1936 году в его звене получено по 31 центнеру озимой пшеницы и по столько же ячменя в среднем с каждого гектара.
В 1941—1945 годах служил в Советской Армии, красноармеец 7 омпмб (отдельного моторизированного понтонно-мостового батальона).
В 1945—1950 годах снова звеньевой в своём совхозе. В 1948 году получил урожай озимой пшеницы 31,6 ц с 1 га.
Указом Президиума Верховного Совета СССР от 9 марта 1949 года за получение высоких урожаев пшеницы при выполнении колхозами обязательных поставок и контрактации по всем видам сельскохозяйственной продукции, натуроплаты за работу МТС в 1948 году и обеспеченности семенами в размере полной потребности для весеннего сева 1949 года присвоено звание Героя Социалистического Труда с вручением ордена Ленина и золотой медали «Серп и Молот».
Тем же Указом высокое звание получили еще 7 передовиков сельскохозяйственного производства: М. Л. Бостан, В. П. Дорул, М. П. Каймакан, Л. А. Возиян, М. И. Малай, А. И. Мицул и А. П. Нигрецкая. Они стали первыми Героями Социалистического Труда в Молдавской ССР.
В 1953—1967 годах бригадир Карагашской овощеводческо-виноградарской бригады совхоза «Днестр» («Нистру») Тираспольского района, созданного в результате объединения нескольких колхозов. В 1966 году был награждён вторым орденом Ленина.
С 1970 года на пенсии.
Умер 04.10.1979 в селе Карагаш, похоронен там же.